# Alternanthera patula
Alternanthera patula é uma espécie de planta herbácea da família Amaranthaceae. Nativa das Américas, é uma planta comumente encontrada em ambientes úmidos e perturbados, onde frequentemente se comporta como uma erva daninha. Morfologicamente, é muito semelhante a Alternanthera paronychioides, o que pode dificultar a identificação.

## Descrição
Alternanthera patula é uma planta herbácea perene de hábito prostrado ou decumbente, formando tapetes vegetais rentes ao solo. Seus caules são finos, ramificados e frequentemente se enraízam nos nós, permitindo que a planta se espalhe vegetativamente. As folhas são opostas, pequenas, com formato que varia de elíptico a obovado (formato de ovo invertido).
As inflorescências são sésseis (sem pedúnculo), pequenas e globosas, localizadas nas axilas das folhas. São compostas por flores diminutas de cor branca ou prateada, com brácteas de aparência seca e papirácea, características do gênero.

## Distribuição e habitat
A espécie é nativa das Américas, com uma distribuição que se estende do sul dos Estados Unidos até a América do Sul. Foi introduzida em outras partes do mundo, onde pode se tornar uma erva daninha. No Brasil, Alternanthera patula tem ocorrência registrada em diversos estados e biomas, incluindo a Amazônia, Caatinga, Cerrado e Mata Atlântica.
Seu habitat preferencial são os solos úmidos e compactados de áreas abertas e perturbadas, sendo uma espécie tipicamente ruderal.

## Biologia e ecologia
Alternanthera patula é uma planta pioneira, bem adaptada a colonizar rapidamente ambientes que foram desmatados ou sofreram outras formas de distúrbio. Sua capacidade de enraizamento nos nós do caule lhe confere uma vantagem competitiva, permitindo cobrir o solo e suprimir o crescimento de outras plantas. A polinização é provavelmente realizada por pequenos insetos e pelo vento. A dispersão das sementes também pode ser auxiliada pelo vento e pela água.

## Estado de conservação
A espécie Não foi Avaliada (NE) pela União Internacional para a Conservação da Natureza (IUCN). Devido à sua ampla distribuição, abundância em habitats alterados e seu caráter de erva daninha em muitas regiões, não é considerada uma espécie sob risco de extinção. A preocupação principal associada a esta planta é seu potencial de se tornar invasora e competir com a flora nativa em ecossistemas vulneráveis.